# Neuviller-sur-Moselle

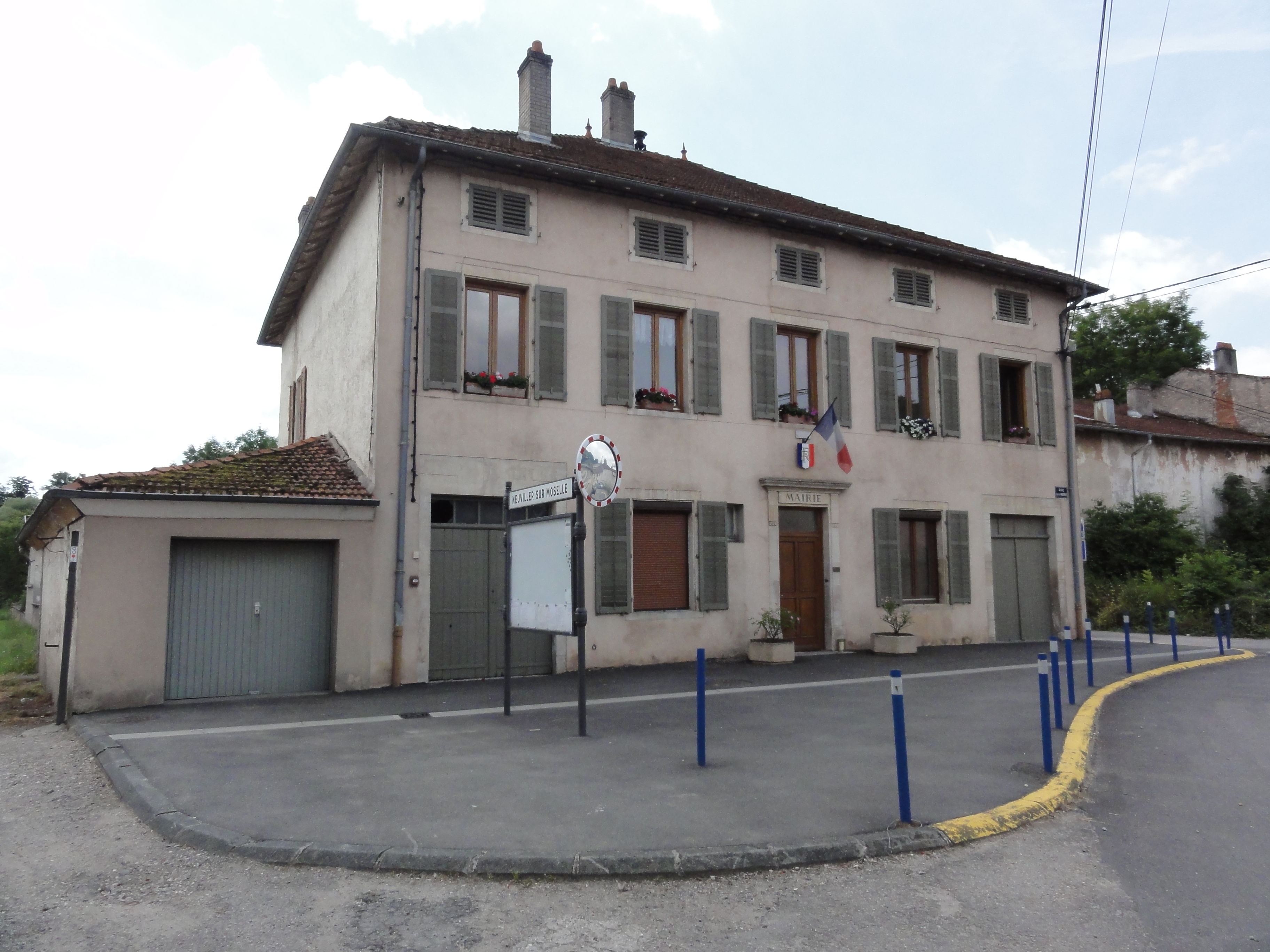
Gemeentehuis

Neuviller-sur-Moselle is een gemeente in het Franse departement Meurthe-et-Moselle (regio Grand Est) en telt 252 inwoners (1999). De plaats maakt deel uit van het arrondissement Nancy.

## Geografie
De oppervlakte van Neuviller-sur-Moselle bedraagt 6,7 km², de bevolkingsdichtheid is 37,6 inwoners per km².
De onderstaande kaart toont de ligging van Neuviller-sur-Moselle met de belangrijkste infrastructuur en aangrenzende gemeenten.

## Demografie
De figuur toont het verloop van het inwonertal (bron: INSEE-tellingen).

## Historie
De heerlijkheid Neuviller was sinds 1371 in het bezit van de familie Germiny. Vervolgens kwam het via de heerlijkheid Ogéviller aan het huis Salm. Op 17 december 1749 verkocht de vorst van Salm de heerlijkheid aan het hertogdom Lotharingen, waarna de hertog de heerlijkheid op 22 december tot graafschap verhief onder de naam graafschap Chaumont-sur-Moselle ten gunste van Antoine-Martin Chaumont de La Galaizière.